# Фьодор Байков
Фьодор Исакович Байков (на руски: Фёдор Исакович Байков) (около 1612 – 1663/1664) е руски държавен деятел, дипломат, пътешественик.
През лятото на 1652 в Москва пристига монголско посолство, като възбужда интереса на руските власти към подаръците с китайски произход и съобщението, че е възможна търговия с тази страна. Затова през следващата година Байков е назначен от цар Алексей Михайлович да възглавява първото официално руско посолство в Китай за установяване на регулярни дипломатически и търговски отношения.
През есента на 1654 от Тоболск посолството се изкачва по река Иртиш до изворите ѝ, като Байков описва всички големи и някои по-малки притоци на реката и характера на бреговете ѝ. След това посолството минава покрай езерото Зайсан, пресича хребета Саур, областта Джунгария и пустинята Гоби и през град Калган на 3 март 1656 пристига в Пекин. Китайските чиновници изискват от Байков да им предаде донесените от него подаръци и грамота от царя, но той отказва, под предлог, че трябва да ги поднесе лично на императора. Този негов отказ се отразява отрицателно на дейността на посолството, което е изолирано в двореца повече от половин година. През цялото време всички очакват да бъдат убити, поради това че отказват да изпълнят обичайния обред пред императора „коу-тоу“ (падане на колене и девет пъти поклон до земята), което според китайските понятия ще значи признаване на върховенството на китайския император над руски цар. След като Байков не се съобразява с китайските обичаи, на 4 септември 1656 властите изгонват цялото посолство и то се завръща през 1657 в Тоболск без да постигне нищо.
След завръщането си Байков съставя т.нар. „Статейный список“ (1658), който представлява важен географски документ, изключително подробен и обстоятелствен.